# La Acebeda
La Acebeda er en by og kommune i det centrale Spanien i Madrid-regionen. Den har et indbyggertal på 68 (2024) indbyggere.